# Samsung Galaxy Note (smartphone)
Pour les articles homonymes, voir Samsung Galaxy Note.
Le Samsung Galaxy Note (en coréen : 삼성 갤럭시 노트, translittération : Samsung gaelreogsi noteu) est un smartphone de type phablette sous système d'exploitation Android introduit en 2011. Il fait partie de la gamme Galaxy Note.
Il occupe une niche dans la gamme Samsung Galaxy, comblant le fossé en taille d'écran entre les autres smartphones Galaxy comme le Samsung Galaxy S2 et les tablettes comme les Galaxy Tab. 
La grande nouveauté est l'ajout du stylet S Pen de technologie Wacom, avec 512 niveaux de pressions, permettant aux dessinateurs d'utiliser ce téléphone comme un carnet de croquis électronique. 
Cette technologie n'avait alors été utilisée que par le constructeur chinois Eren Eben (E人E本), avec l'Eben T2, depuis octobre 2010,.

## Fonctionnalités matérielles et logicielles
Les spécifications du matériel incluent :
- un processeur dual-core Exynos 1,4 GHz
- un écran Super AMOLED HD
- un appareil photo de 8 mégapixels pouvant enregistrer la vidéo 1080p et une caméra frontale de 2 mégapixels
- support 802.11 b/g/n pour le Wi-Fi
- support réseau mobile HSPA+ 21 Mo/s 850/900/1900/2100 [4].
- positionnement avec à la fois le système a-GPS et le système GLONASS[5].

Le système d'exploitation est Android Gingerbread, mais la mise à jour vers Android Jelly Bean (4.1.2) est possible depuis le mois de février 2013.
L'appareil a été initialement fourni avec un boîtier noir, mais une version blanche ou encore rose a été rendue disponible depuis. Il y a aussi une collection d'accessoires, comme des étuis, chargeurs de batteries et stylets disponibles chez Samsung, aussi bien que chez d'autres fabricants.

## S Pen
Une fonctionnalité inhabituelle dans un tel matériel est le stylet, que Samsung appelle le « S Pen » et de technologie Wacom, gérant donc 512 niveaux de pression sur sa pointe pour le dessin. Le stylet se loge en bas de l'écran, et peut être utilisé dans de nombreuses applications. Il peut simplement remplacer le doigt de l'utilisateur dans des situations où la précision est nécessaire.
Il est également équipé d'un bouton modificateur, qui active d'autres fonctions comme la capture d'écran, dont une partie peut être sélectionnée en mode 'lasso' à l'aide du stylet, ou le lancement de S-Note, application de prise de notes et de croquis.

## S Note
S Note est une application permettant de créer des documents au format SNB, pouvant agglomérer textes, images et sons. Samsung a fourni en décembre 2011, un SDK (kit de développement logiciel) pour le S Pen afin que les développeurs puissent en tirer parti,. La version Galaxy Note d'Android 4.0 Ice Cream Sandwich, inclut également le support pour le S Pen.

## Saisie
Le Galaxy Note fournit de nombreuses méthodes de saisie de texte : un clavier AZERTY conventionnel sur l'écran, une option de reconnaissance d'écriture manuscrite utilisant le stylet, et le clavier rapide Swype, qui remplace la frappe directe d'un mot par un simple mouvement du doigt sur les touches désirées.

## Historique

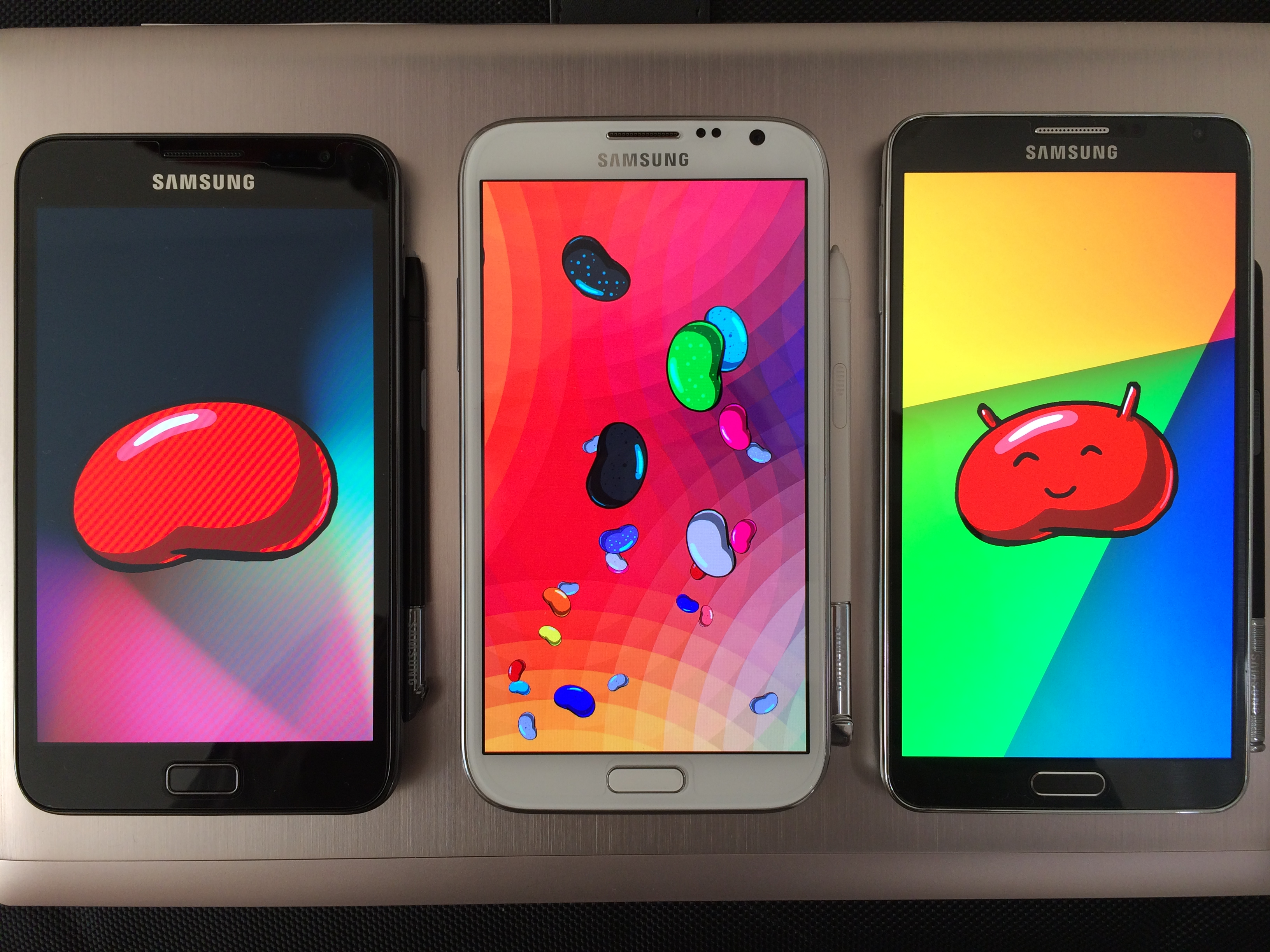
Samsung Galaxy Note Original, 2 et 3

Le Galaxy Note a été annoncé par Samsung durant l'IFA 2011 de Berlin. Il a été commercialisé au public en commençant par l'Allemagne fin octobre 2011, suivi par d'autres pays,,,,,.
Le lundi 28 février 2012 est annoncé au MWC de Barcelone, une nouvelle version tablette nommée Galaxy Note 10.1, reprenant les principes de la Galaxy Note avec son stylet S Pen captant cette fois 1 024 niveaux de pression, mais un écran de 10,1 pouces. Il comporte également d'autres technologie comme la division en deux de l'écran pour visualiser deux applications en même temps.
En août 2012 est annoncé le successeur du Galaxy Note au format phablette, le Galaxy Note II, sorti en septembre 2012 en Corée et en octobre 2012 en Europe. Il est équipé d'un microprocesseur à 4 cœurs, d'un processeur vidéo 4 cœurs, de 2 Go de mémoire et d'un écran de 5,55 pouces.
Le 2 août 2016 sera présenté le futur Galaxy Note 7 de la marque Samsung.

## Réception

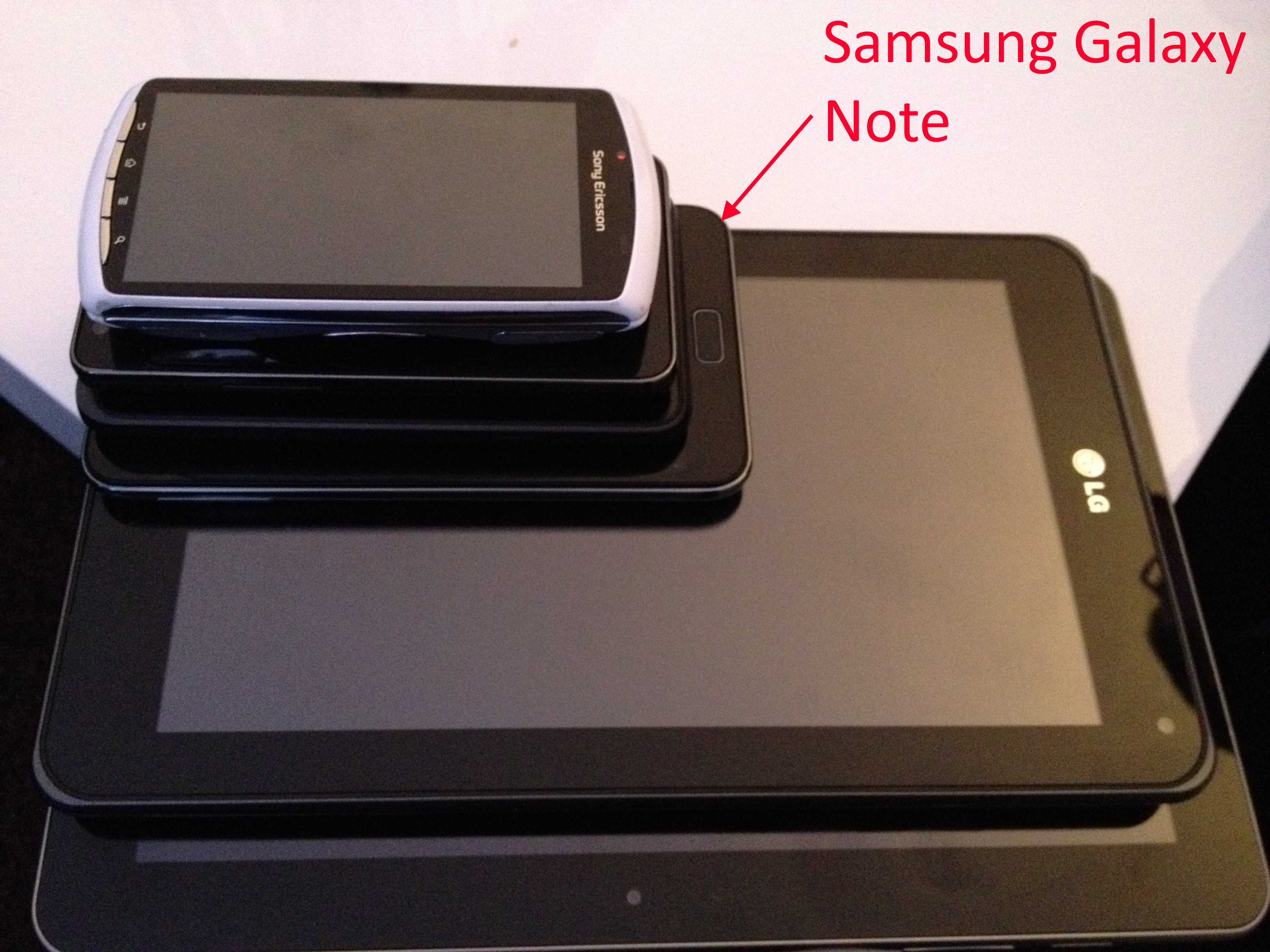
Taille du Galaxy Note comparée avec celles d'autres smartphones et tablettes.

Les essayeurs ont noté que le Galaxy Note, tout en étant un matériel de haute qualité avec un excellent affichage, avait un prix élevé. Il est considéré comme un pionnier, suivant pourtant le confidentiel Dell Streak de plusieurs années, dans le marché des smartphones/tablettes 5 pouces. 
Bien que certains analystes se demandaient si ce format, qui vise à combiner les fonctionnalités à la fois d'un gros smartphone et d'une petite tablette, serait un succès,, le succès fut assez rapide, deux mois après le lancement, près d'un million d'exemplaires ont été vendus en Corée, 5 millions en 5 mois autour du monde pour atteindre dix millions en aout 2012, au moment de l'annonce du Galaxy Note II et de la Galaxy Note 10.1.
Certains l'ont décrit comme une réinvention des PDA (Personal Digital Assistant), qui ont été populaires chez les professionnels pendant les années 1990, mais sont sortis depuis du marché principal.
En Inde, le Samsung Galaxy Note a fait forte impression sur les essayeurs car il ressemble à une tablette et a aussi toutes les capacités d'un smartphone Android.

## Les Galaxy Note II et Galaxy Note 10.1
Devant le succès de la première génération, Samsung annonce lors du MWC 2012 de Barcelone une tablette Note, qui sortira plus tard dans l'année sous le nom de Samsung Galaxy Note 10.1. Une seconde génération de smartphone est également annoncé lors de l'IFA 2012 à Berlin, avec le Galaxy Note II, plus grand, plus puissant avec de nouvelles possibilité autour du stylet S Pen. Ce Galaxy Note II est accueilli avec le même succès que son prédécesseur avec des ventes en forte hausse.